# 张德祥 (1950年)
张德祥（1950年7月—），男，山东平度人，生于辽宁沈阳，中华人民共和国政治人物，曾任大连理工大学党委书记，中国高等教育学会副会长。